# 25e Leger (Wehrmacht)
Het 25e Leger (Duits: 25. Armee) was een onderdeel van de Wehrmacht in de Tweede Wereldoorlog. Het werd opgericht op 10 november 1944 (o.a. uit de staf van de uit Koerland gebrachte Armee-Abteilung Kleffel) en op 7 april 1945 omgevormd tot Vesting Holland (Duits: Festung Holland).  Het leger vocht uitsluitend aan het westfront tijdens de bevrijding van Nederland. Op het einde van de oorlog capituleerden de troepen van het voormalige 25e Leger in Wageningen.

## Oprichting
Begin november 1944 begon het Duitse opperbevel troepen te verzamelen voor de geplande aanval in de Ardennen. Het 15e Leger, waarvan de frontlijn zich uitstrekte van Ochten tot aan de Hoek van Holland, werd verplaatst naar het gebied rond Aken, waar het de plaats van het 5e Pantserleger innam, dat een deel van de aanvalsmacht zou vormen. Om de geallieerden niet te alarmeren, gebeurden de verplaatsingen ‘s nachts.  De achtergebleven eenheden werden samengevoegd tot het 25e Leger. Het Duitse opperbevel bleef de achtergebleven eenheden nog steeds als het 15e Leger vermelden in alle radioberichten om de indruk te wekken dat het volledige leger zich nog steeds in Nederland bevond.
Het 25e Leger bestond uit twee infanteriekorpsen. Het 30e Legerkorps, bestaande uit de 346e Infanteriedivisie en enkele kleinere eenheden, lag ten westen van Dordrecht. Het 88e Legerkorps, bestaande uit de restanten van de 711e Infanteriedivisie, de 712e Infanteriedivisie en de 6e Parachutistendivisie, bevond zich tussen Dordrecht en Arnhem. De 711e Infanteriedivisie werd eind december 1944 naar het Oostfront verplaatst.
Op papier was het 25e Leger een sterkte strijdmacht, maar in werkelijkheid was dit anders.

## Krijgsgeschiedenis

### Commandanten[1]
| Rang                    | Naam                   | Begin            | Eind            |
| ----------------------- | ---------------------- | ---------------- | --------------- |
| Kolonel-generaal        | Friedrich Christiansen | 10 november 1944 | 28 januari 1945 |
| Generaal der Infanterie | Günther Blumentritt    | 29 januari 1945  | 21 maart 1945   |
| Kolonel-generaal        | Johannes Blaskowitz    | 21 maart 1945    | 7 april 1945    |

Op 7 april 1945 werd het 25ste Leger omgevormd tot Vesting Holland en Kolonel-generaal Johannes Blaskowitz fungeerde als bevelhebber van alle Wehrmacht eenheden in Nederland